# Seriana sagittata
Seriana sagittata är en insektsart som beskrevs av Irena Dworakowska 1978. Seriana sagittata ingår i släktet Seriana och familjen dvärgstritar. Inga underarter finns listade i Catalogue of Life.